# The Captain of Her Heart
The Captain of Her Heart is een nummer van het Zwitserse muziekduo Double uit 1985. Het is de derde single van hun debuutalbum Blue.
Het nummer is een ballad die gaat over een vrouw die het zat is om te wachten tot haar geliefde bij haar terugkeert, ondanks dat ze nog steeds van hem houdt. "The Captain of Her Heart" behaalde de 11e positie in Double's thuisland Zwitserland, en leverde het duo een internationale hit op. In Nederland moest het nummer het echter met een 11e positie in de tipparade stellen, terwijl het in de Vlaamse Radio 2 Top 30 de 17e positie bereikte. De band heeft het succes van het nummer later niet meer weten te overtreffen.